# ウィロー (テレビドラマ)
『ウィロー』（原題：Willow）は、ルーカスフィルムが製作するアメリカ合衆国のインターネットテレビドラマシリーズ。1988年に公開されたファンタジー映画『ウィロー』の20年後を描いた直接的な続編作品で、映画版主演のワーウィック・デイヴィスが34年ぶりに主人公ウィローを演じている。
2022年11月30日より2023年1月11日にかけてDisney+にてシーズン1全8話の独占配信が行われた。
Deadlineは本ドラマシリーズがシーズン1で打ち切りになったと2023年3月15日に報じた。しかし、本ドラマのショウランナーやルーカスフィルムはこの報道を否定していだが、後述の出来事により、やはり正式に打ち切られたようである。
2023年5月、ウォルト・ディズニー・カンパニーは動画配信事業における赤字を削減するため、一部作品の配信を今後取り止めることを表明。同月に配信打ち切り予定作品のリストが社内に公開され、本作品もその対象に入っていることが報じられた。その後、同月26日以降に対象作品が一斉削除された。これにより、独占配信だった本作は最終話公開から半年未満で視聴する手段が失われた。

## 概要
ネルウィン族の村に住む魔法使い志望の青年と、その仲間たちが、共に邪悪な魔女と化した悪の女王を滅ぼし、闇の勢力を追放して、はや20年が経とうとしていた。ウィローたちの活躍で手に入れた平穏な時であったが、新たな脅威が王国に忍び寄っていた。モンスターが跋扈する剣と魔法の世界で、かつての英雄が新たな仲間たちとともに、自らの内なる悪魔と向き合いつつ、世界を救うために新たな冒険の旅へと出発する。

## 登場人物
ウィロー・アフグッド
演 - ワーウィック・デイヴィス

ソーシャ女王
演 - ジョアンヌ・ウォーリー

エローラ・ダナン
演 - エリー・バンバー

キット・タンサロス
演 - ルビー・クルス
ソーシャの娘で、プリンセス。
ジェイド
演 - エリン・ケリーマン
キットの親友。
グレイドン・ハスター
演 - トニー・レヴォロリ
キットの婚約者
スラクサス・ボーマン
演 - アメール・チャダ・パテル
長年、地下牢に閉じ込められていた粗暴な囚人
ソルシャ女王
演 - ジョアン・ウォーリー

バランタイン司令官
演 - ラルフ・アイネソン
トス
演 - チャーリー・ロウズ

スコーピア
演 - アジョア・アボアー

ガヌーシュ
演 - アメリア・ヴィターレ

ルール
演 - ケヴィン・ポラック

## キャスト
| 役名         | 俳優                     | 日本語吹替 |
| ------------ | ------------------------ | ---------- |
| ウィロー     | ワーウィック・デイヴィス | 草尾毅     |
| ソーシャ女王 | ジョアンヌ・ウォーリー   | 高島雅羅   |
| エローラ     | エリー・バンバー         | 潘めぐみ   |
| キット       | ルビー・クルス           | 田村睦心   |
| ジェイド     | エリン・ケリーマン       | 寺崎裕香   |
| グレイドン   | トニー・レヴォロリ       | 入野自由   |
| ボーマン     | アメール・チャダ・パテル | 星野貴紀   |
| エリク       | デンプシー・ブリク       | 石毛翔弥   |